# (21017) 1988 VP
1988 في بي (ويعرف أيضًا باسم (21017) 1988 في بي وفق تسمية الكوكب الصغير) (بالإنجليزية: 1988 VP)‏ هو كويكب ضمن حزام الكويكبات؛ وترتيبه 21017 من حيث الاكتشاف.
اكتُشف هذا الجُرم الفلكي بواسطة هيروشي موري في 3 نوفمبر 1988.

## وصلات خارجية
- (21017) 1988 VP في قاعدة بيانات مختبر الدفع النفاث لأجرام النظام الشمسي الصغيرة

- الاكتشاف · مخطط المدار ·  العناصر المدارية · المعلمات المادية

- (21017) 1988 VP على موقع ويكي سكاي: DSS2, SDSS, GALEX, IRAS, Hydrogen α, X-Ray, Astrophoto, Sky Map, Articles and images